# Станок Соколова
Станок Соколова — колёсный станок русского офицера А. А. Соколова для русского пулемёта «Максим», созданный примерно в 1908—1910 гг. Являлся удобным для того времени, хотя станок весил больше, чем снаряженный 250-патронной лентой и с заполненным до отказа кожухом водяного охлаждения ствола сам пулемёт (около 36 килограммов).

Станок системы А. А. Соколова

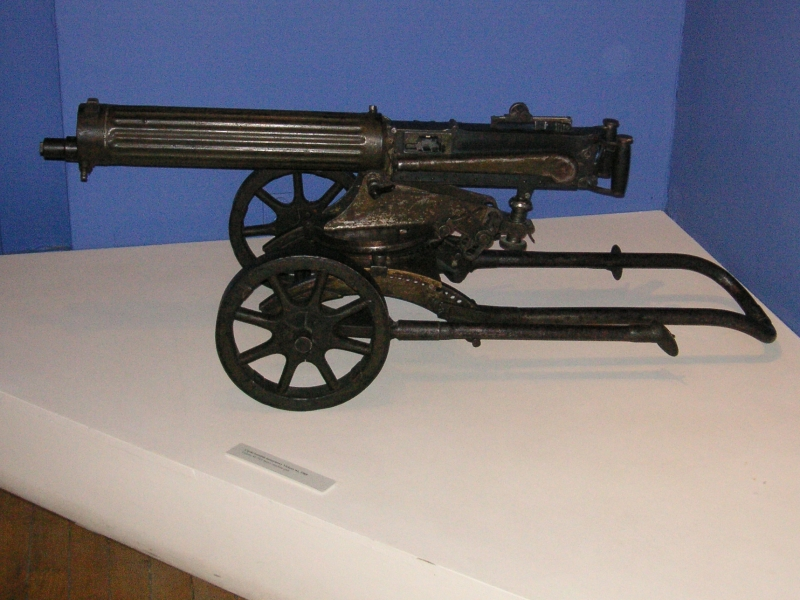
Пулемёт «Виккерс» — английский вариант пулемёта «Максим» на станке Соколова

## История
Разработка образцов станков и двуколок была поручена комиссии при Офицерской стрелковой школе. В середине февраля 1908 г. комиссия остановилась на двух системах станков для пехоты: образца Путиловского завода и станок Соколова, и двух для кавалерии — колёсном станке системы Соколова и треноге Максим-Норденфельд-Виккерс, которые и были переданы в войска для испытаний. Испытания, проведенные в двух пехотных полках в каждом из округов: Петербургском, Варшавском, Кавказском, Туркестанском и в двух кавалерийских полках Петербургского и Кавказского округов, указало на преимущество станка капитана Соколова перед путиловским, а также на большие достоинства последнего образца треноги Виккерса. Хотя проведенные испытания указали на необходимость дополнительных изменений во всех станках и треноге, тем не менее для скорейшего снабжения армии пулемётами на лёгких и малозаметных станках признано было возможным без промедления заказать 500 станков капитана Соколова и 500 треног Виккерса. В пехотных пулемётных командах пулемёты Максима наложены частью на прежние колесные лафеты со щитами, частью на вьючные треноги и частью на новые станки Соколова и на особые выдвижные треноги.
Также использовался в некоторых системах английского пулемёта «Виккерс» (в основном использовавший треножный станок) и пулемёте Слостина. В ходе дальнейшей эксплуатации станка вскрылись технические проблемы в особенности при транспортировке пулемёта.
Первые станки были изготовлены на заводе «Лесснер». В дальнейшем, станки Соколова изготовлялись на Тульском оружейном заводе, Петроградском орудийном заводе и в мастерских Петроградского училища судовых механиков.
В 1915 году приняли на вооружение и начали выпуск упрощённого пулемётного станка системы Колесникова обр.1915 года, однако станок Соколова продолжал использоваться.
В 1930 году пулемёт «Максим» был вновь модернизирован, в 1931 году был разработан и принят на вооружение более совершенный универсальный пулемётный станок обр.1931 года системы С. В. Владимирова.

## Характеристики
| Технические данные                                     | Масса, кг и проч. |
| ------------------------------------------------------ | ----------------- |
| Вес колес                                              | 3,07 килограмма   |
| Диаметр колес                                          | 31,1 см           |
| Угол верт. наведения — максимальная высота             | 52 °              |
| Угол верт. наведения — максимальное понижение пулемёта | 42 °              |
| Максимальный траверс                                   | 120 °             |
| Наибольшая длина пулемета со станком                   | 1350 мм           |
| Ширина хода                                            | 505 мм            |